# Clevedon Pier
A Clevedon Pier egy tengerparti móló az angliai Clevedon városában, a Severn folyó torkolata közelében. Az 1860-as években épült, részben turisztikai attrakciónak, részben kompkikötőnek. Az építmény 312 méter hosszú, nyolc nyílásközzel és egy pavilonépülettel a tenger felőli végén. 1869-ben nyitották meg, és közel 100 éven keresztül szolgált lapátgőzös kirándulóhajók kikötőhelyeként. A nyílásközök közül kettő 1970-ban leomlott, egy terhelési teszt során, ami miatt sokan a lebontását javasolták, mások viszont gyűjtéseket indítottak a megmentésére, s ezek, illetve örökségvédelmi támogatások végül is lehetővé tették a restaurálási céllal történő szétszerelését és az azt követő újjáépítését. Újranyitására 1989-ben került sor, a későbbiekben több díjat is elnyert. A móló ma is kirándulóhajók kikötőhelye, emellett népszerű turistalátványosság és kedvelt horgászhely is.

## Elhelyezkedése

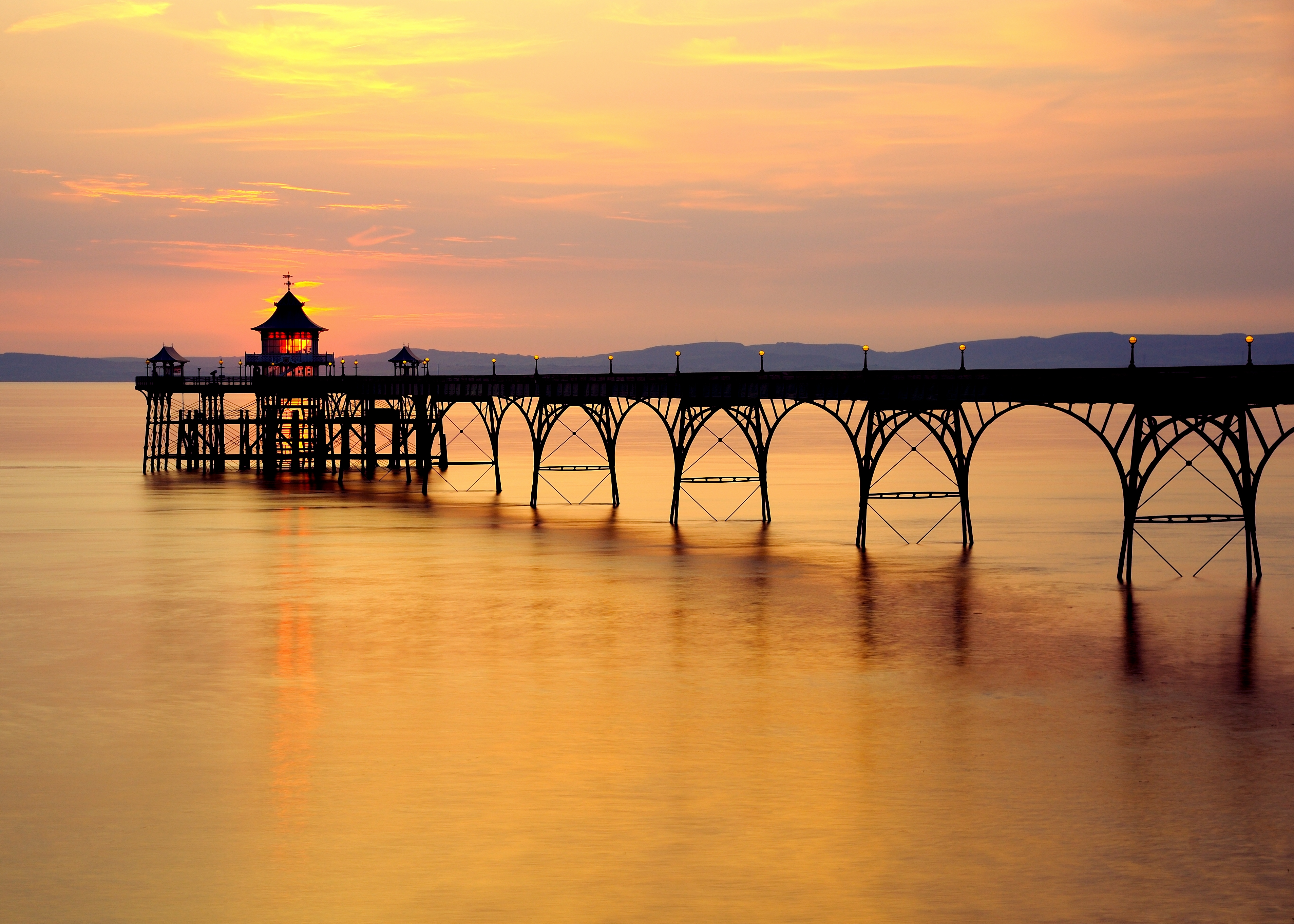
Clevedon Pier

A móló Clevedon tengerpartjáról a Severn-torkolatba nyúlik ki, amely elválasztja Délnyugat-Angliát Dél-Walestől. A móló és a hozzá tartozó pénztárépület, ahol a belépti díjat szedik, a Royal Pier Hotel mellett található, amely eredetileg a The Rock House nevet viselte és Thomas Hollyman építtette 1823-ban. Clevedon tengerpartja részben hosszú kavicsos fövenyekből, részben sziklás szakaszokból áll, a régi kikötő pedig a város nyugati végén található, a Land Yeo folyó torkolatánál. A sziklás partszakaszok egyike, mely a móló közelében húzódik, geológiai szempontból különleges tudományos érdeklődésre számot tartó helyszínnek számít. A móló bejáratához legközelebb eső parkoló a sziklás part feletti sétány mellett található.

## Története

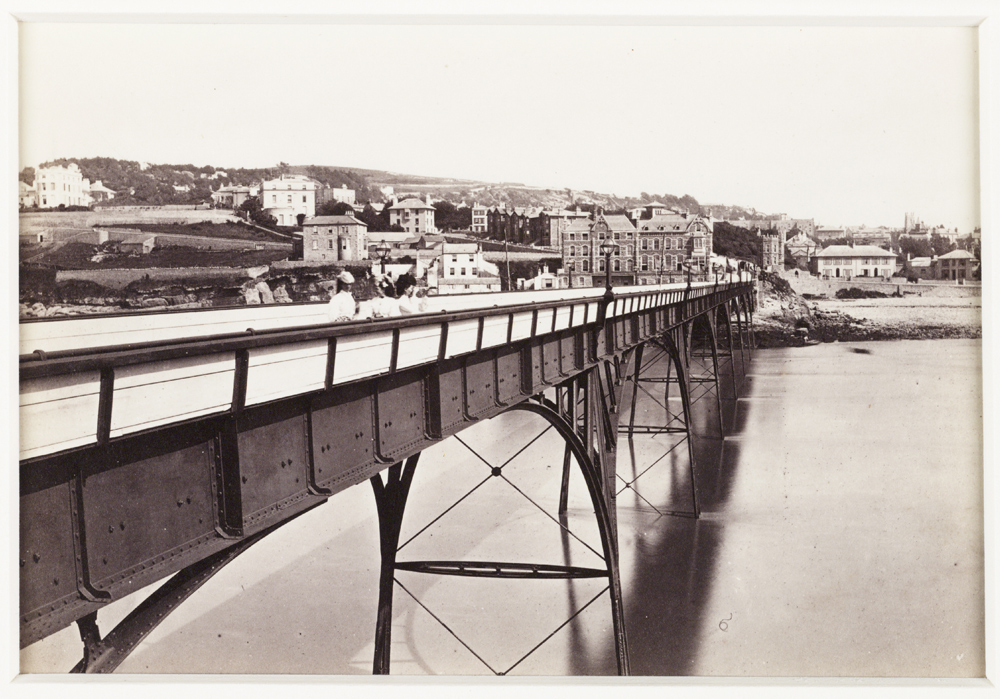
A móló 1880 körül

### Építése
A viktoriánus korszakban a korábban mezőgazdasági jellegű településnek számító Clevedon népszerű tengerparti üdülőhellyé vált. A közlekedési kapcsolatok folyamatos fejlődésének köszönhetően a város már a 19. század vége felé jelentős tömegeket tudott vonzani sós vizű fürdőmedencéivel, melyek a móló közelében helyezkedtek el – ezeket azóta lebontották, de az alapjaik még láthatók –, illetve fürdőgépeivel. Az 1850-es években számos brit tengerparti településen építettek a tengerbe benyúló mólókat azzal a céllal, hogy oda turistákat vonzzanak. Clevedonban a turizmus fellendülésének az adott komoly lökést, hogy 1847-ben átadták azt a vasúti szárnyvonalat, amely a Bristol–Exeter-vasútvonal yattoni vasútállomásáról vezetett a településre, és ezzel a város bekapcsolódhatott az ország közlekedési vérkeringésébe. Egy móló létesítése mellett szólt az is, hogy általa átkelőhajó-járatokat lehet indítani Délnyugat-Anglia és Dél-Wales között, s utóbbi ezzel közelebb került Londonhoz is.
1866 novemberében megalakult a Clevedon Pier Company (Clevedoni Móló Társaság), a móló építése pedig 10 000 fontból kezdődött meg, John William Grover és Richard Ward mérnökök és Hans Price építész tervei alapján. A vasoszlopok felállítását a liverpooli Garston Hamilton Windsor Ironworks Co. vállalta, a lábak Barlow-sínből készültek – amelyeket korábban dél-walesi vasútvonalakon használtak –, fa deszkázattal. 1868 augusztusára mintegy 200 méternyi szakasza elkészült, a móló utolsó szakasza 1869 februárjára készült el.

### Tervezése

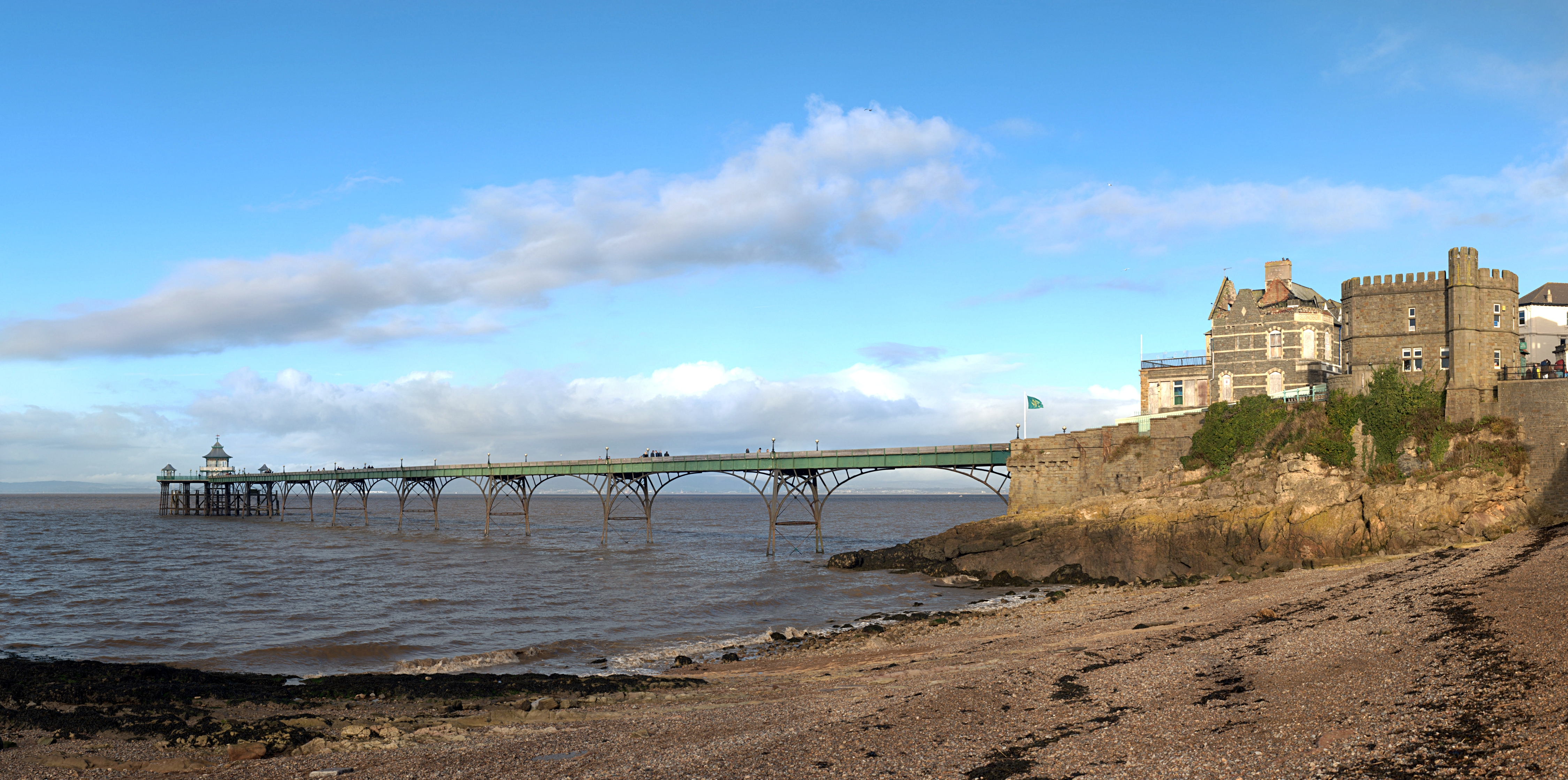
A móló a Royal Pier Hotel mellett nyúlik be a tengerbe

A móló 312 méter hosszú, és 48 lábra húzódik a dagályszint felett. Mind a nyolc nyílásköze 100 láb (30 méter) hosszú. A lábakat Barlow-sínekből szerelték össze szegecseléssel, az egyik sín felül, a fedélzethez közel elválik a főtámasztól, keresztirányú rácsot képezve, amely a móló ellentétes szárától egy sínt összeköt, a hosszirányú merevítést pedig további sínek biztosítják. Az öntöttvasból készült tartócölöpök a tengerfenéknél 2 láb átmérőjűek. A teljes móló felépítéséhez megközelítőleg 370 tonna kovácsoltvasat használtak fel.
A Severn-torkolatban a világon az egyik legmagasabb a tenger dagályszintje és az apályszintje közti különbség, eléri a 48 lábat (15 métert) is, A torkolat tölcséralakja, árapály-tartománya, valamint a mögöttes kőzet, kavics és homok geológiája erős árapály-folyamokat és erős zavarosodást eredményez, ami a vizének kifejezetten barna elszíneződést kölcsönöz. Az árapály-tartomány azt jelenti, hogy a móló lábai apálykor nagyrészt szabaddá válnak, dagálykor viszont vízben állnak. A móló végén kialakított kikötőhelynek pedig több szintje van, hogy a hajók az árapály minden fázisában kiköthessenek.

### Megnyitása, működési időszaka

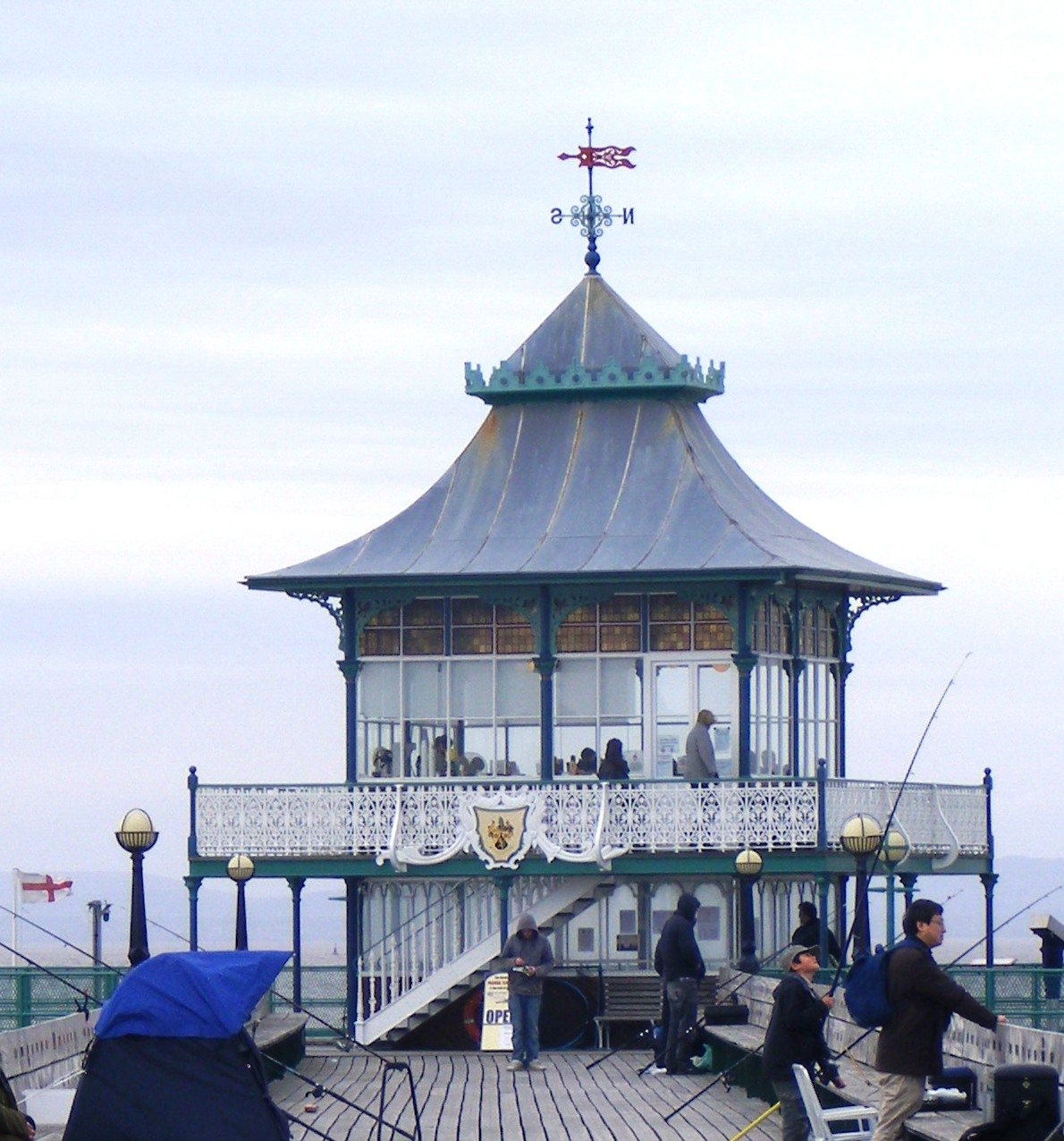
A pavilon a móló végénél

Az építmény hivatalos megnyitója 1869. március 29-én zajlott, látványos külsőségek között, zenekarok közreműködésével, díszsortűzzel és az Első Somerseti Tüzérség katonai parádéjával. A vasúton érkező utason Dél-Walesbe történő áthajózásainak korábban becsült nagy száma azonban jócskán lecsökkent a Severn-torkolat alatti alagút 1886-os átadásával, ezáltal a móló közlekedési jelentősége is visszaesett. Az átkelőhajók helyét kirándulóhajók vették át: elsőként a Waverley lapátkerekes gőzhajó látogatott el a mólóhoz 1886-ban, hogy utasokat fogadjon, majd a P&A Campbell White Funnel Flotta testvérhajóival együtt kirándulásokat szerveztek a Bristoli-csatorna környékén. A flotta más hajói, mint a Ravenswood, a Westward Ho, a Cambria és a Britannia ugyancsak rendszeresen megfordultak Clevedonban, és más hasonló profilú cégek hajói is gyakran látogatták a Clevedon Piert.
1893-ban a mólófejet öntöttvas anyagúra építették át, egy új, fából készült lépcsővel, maga a mólófej pavilon pedig 1894-ben készült el. A mólón lévő vámház és a szomszédos Royal Pier Hotel egyaránt Hans Price helyi építész tervei alapján készült. 1899-ben a deszkázat mintegy 20 lábnyi szakaszátát elmosta egy vihar, 1910-ben pedig a leszállóhely egy része rongálódott meg egy másik nagy viharban; a helyére 1913-ban beton lépcsőzet került.
A móló az első és a második világháború között, valamint az 1960-as években újból virágkorát élte, és gyakran látogatták a P&A Campbell hajótársaság muzeális gőzösei. A P&A Campbell által a második világháborúban elvesztett hajók pótlására, 1946-ban megépített Bristol Queen és a következő évben vízre bocsátott Cardiff Queen is gyakori látogatói voltak.

### Összeomlása
1970. október 16-án a 7. és 8. nyílásközök összeomlottak egy rutin terhelési teszt során. Ezeket a teszteket az 1950-es években vezették be, miután a biztosítási feltételek szigorodásával a fedezet megszerzésének feltételei lettek az efféle rendszeres ellenőrzések. A tesztek során 15,2 méter hosszú és 1,5 méter széles és 60 centiméter mély polietilén tartályokat helyeztek az ívközökre, majd azokat nagyjából félmagasságig vízzel töltötték fel, ezáltal a tartályok 2 kilopascal nyomással nehezedtek a szerkezetre. Ezzel a módszerrel lehetett legegyszerűbben szimulálni azt a mértékű terhelést, amit a brit közlekedési minisztérium abban az időben előírt.
Minden ívközt hat tartállyal terheltek meg és három órán át a helyükön hagyták azokat; mivel összesen 18 tartályt használtak fel, azok három nyílás egyidejű tesztelését tették lehetővé. A három óra elteltével a tartályokat kiürítették, és elhúzták a deszkázaton a további nyílásközök teszteléséhez. Az első hat szakasz vizsgálata problémamentesen alakult, de a hetedik nyílás a terhelés hatására összeomlott, majd a nyolcadik, utolsó ívköz is összerogyott, így a mólófej és a pavilon megközelíthetetlenné vált.

### Felújítása és jelene

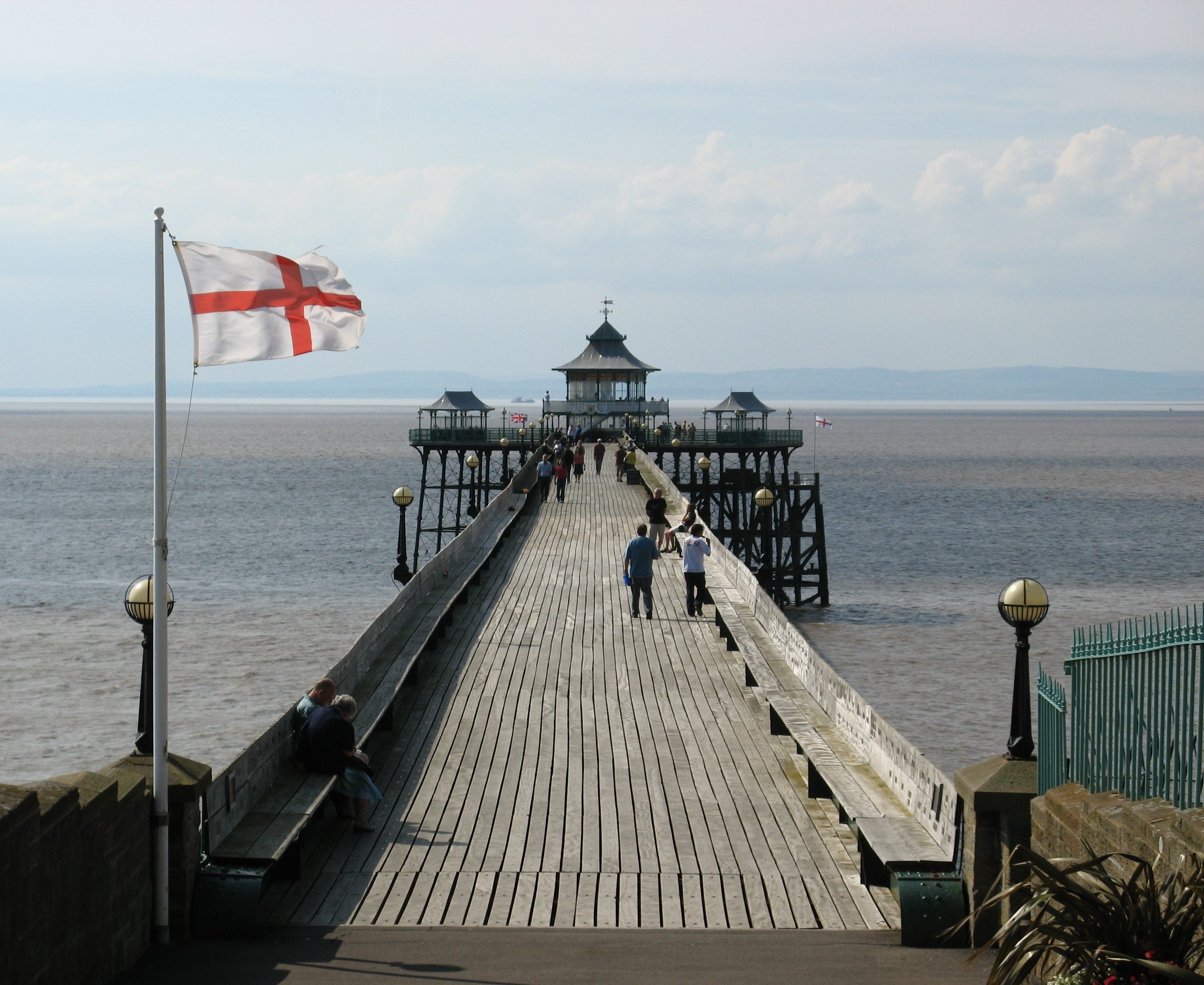
A móló a vámház felől; jól látható a felújított deszkázat és az oldalsó üléssor

Már 1972-ben társaság alakult a móló megmentésére, Clevedon Pier Preservation Society néven és kampányolni kezdett az újjáépítés érdekében. A kerületi elöljáróság viszont 1979-ben engedélyt kért az építmény lebontására, ám a következő évben egy nyilvános vizsgálat azzal az eredménnyel zárult, hogy meg kell tartani. A pavilon építményét 1982-ben lebontották és partra szállították, tárolás céljából, a reménybeli helyreállításának előkészítéséhez; elegendő forrás azonban még nem állt rendelkezésre a munkák megindításához. A következő lépés a helyreállítás irányában az volt, hogy 1984-ben megnyitották a móló melletti vámházat kiállítási helyszínként.
A nagy áttörést ugyancsak az 1984-es év hozta el, amikor az ország kulturális örökségvédelmi szervezetei bejelentették, hogy egymillió fontot adományoznak a helyreállításhoz, s ezt kisebb összegekkel más finanszírozó szervek is megtoldották. A műemlékvédelmi társaság által alapított vagyonkezelő 99 éves bérleti szerződés megkötésére is lehetőséget kapott. A mólót ezt követően 1985-ben leszerelték, helyreállítás céljából Portishead kikötői dokkjába szállították át, majd a következő évben a tényleges újjáépítése is megindult.
A helyiek hosszas, a helyreállítási források összegyűjtése érdekében folytatott kampánya után – melynek egyik jelentős támogatója az a Sir John Betjeman volt, aki a clevedonit „Anglia legszebb mólójának” nevezte – a móló végül is újra megnyitott. A felhasznált pénzeszközök egy részét támogatói jegyek értékesítésével gyűjtötték össze – ezek a fa deszkázaton és a padokon elhelyezett kis sárgaréz táblák, melyek mindegyikén egy-egy adományozó személy, család vagy szervezet neve, vagy különféle üzenetek szerepelnek, és esetenként tartalmazzák az adományösszegeket is.
A mólónyílások és a teraszok rekonstrukciója 1989. május 27-én fejeződött be, a móló ezt követő újranyitását általános lelkesedés övezte. A mólófő azonban még jó ideig továbbra is lezárva maradt, azt csak az 1990-es évek végén állították helyre és 1998. május 23-án nyitották meg a nagyközönség előtt, a szövetségi finanszírozás eredményeként. 1999-ben a Nemzeti Móló Társaság (National Piers Society) az Év Mólója díjat ítélte meg a felújított clevedoni mólónak, ami elnyerte a Civic Trust Award nevű elismerést is. 2001 óta a móló I. listás műemléknek számít Nagy-Britanniában, e kategórián belül egyedüli mólóként a – 2002 és 2004 között, tűz- és viharkárokban erősen megrongálódott – brightoni West Pier mellett.
A móló kikötőhelyét manapság a nyári szezonban (június és szeptember között) főleg a Waverley és testvérhajója, Balmoral használja, de a hely népszerű a horgászok körében is. A pavilonban kávézó, a parti vámházban emléktárgyak árusításával foglalkozó kis bolt működik. A vámház felső szintjén művészeti kiállítóhely létesült, ahol általában hónapról hónapra más-más kiállítások láthatók. A móló karácsony kivételével az év minden napján látogatható. A közelben forgatták 2009-ben a Keira Knightley közreműködésével készült, 2010-ben bemutatott, Never Let Me Go című brit romantikus filmdráma egyes jeleneteit, és a móló látható volt a film promóciós kiadványain is. Ugyancsak itt forgatták a One Direction együttes You & I című számához készült videoklipet. 2012-ben új kezdeményezés indult 1,6 millió font összegyűjtésére, új látogatóközpont és egy oktatási létesítmény megvalósítása céljából. további 800 000 font támogatást igényeltek a szerkezet lábainak újrafestésének költségeire. 2012 decemberében bejelentették, hogy a móló egy örökségvédelmi alapból 720 000 font támogatást kapott a látogatóközpont fejlesztésére.

## Képgaléria

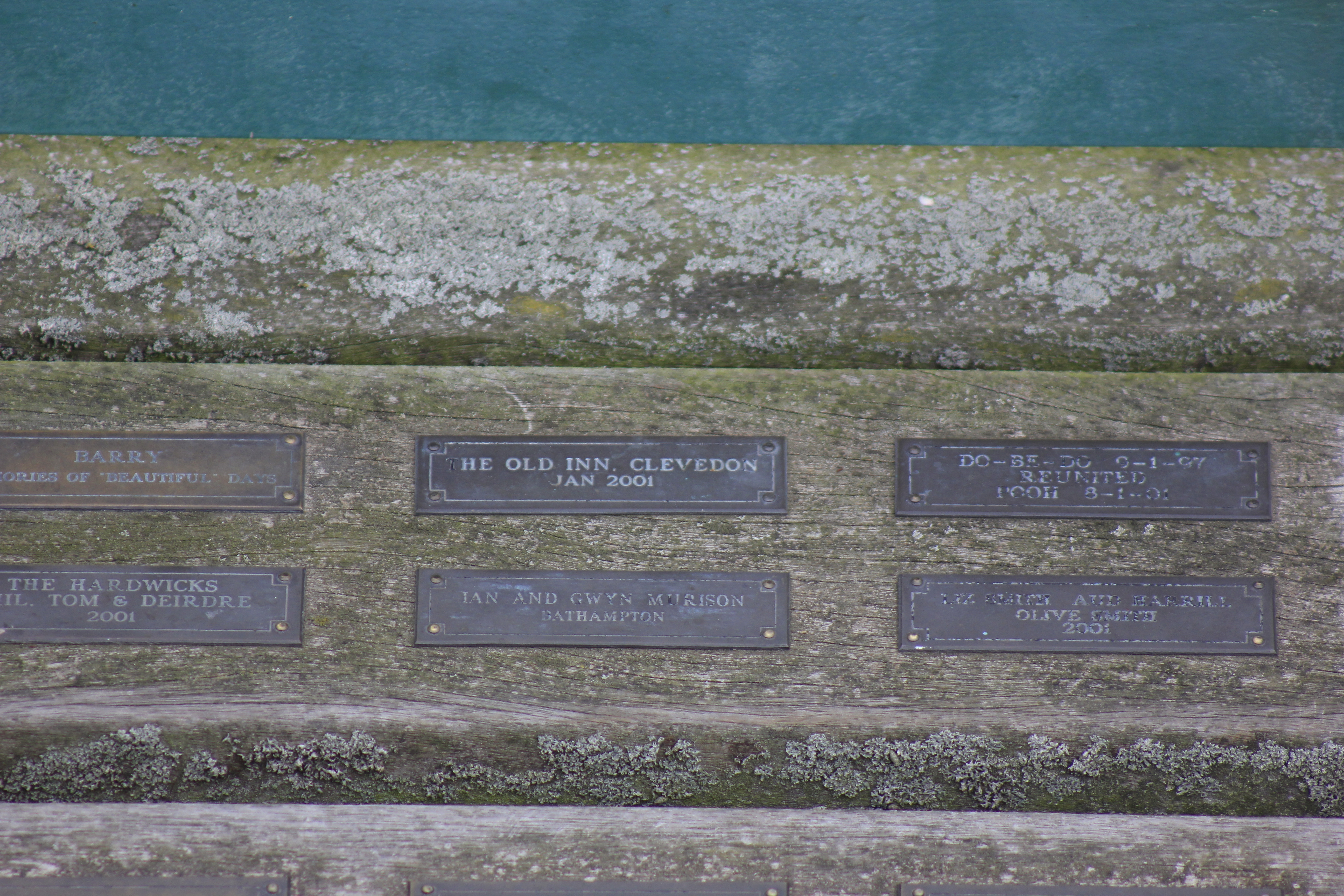
Névtáblák a mólón
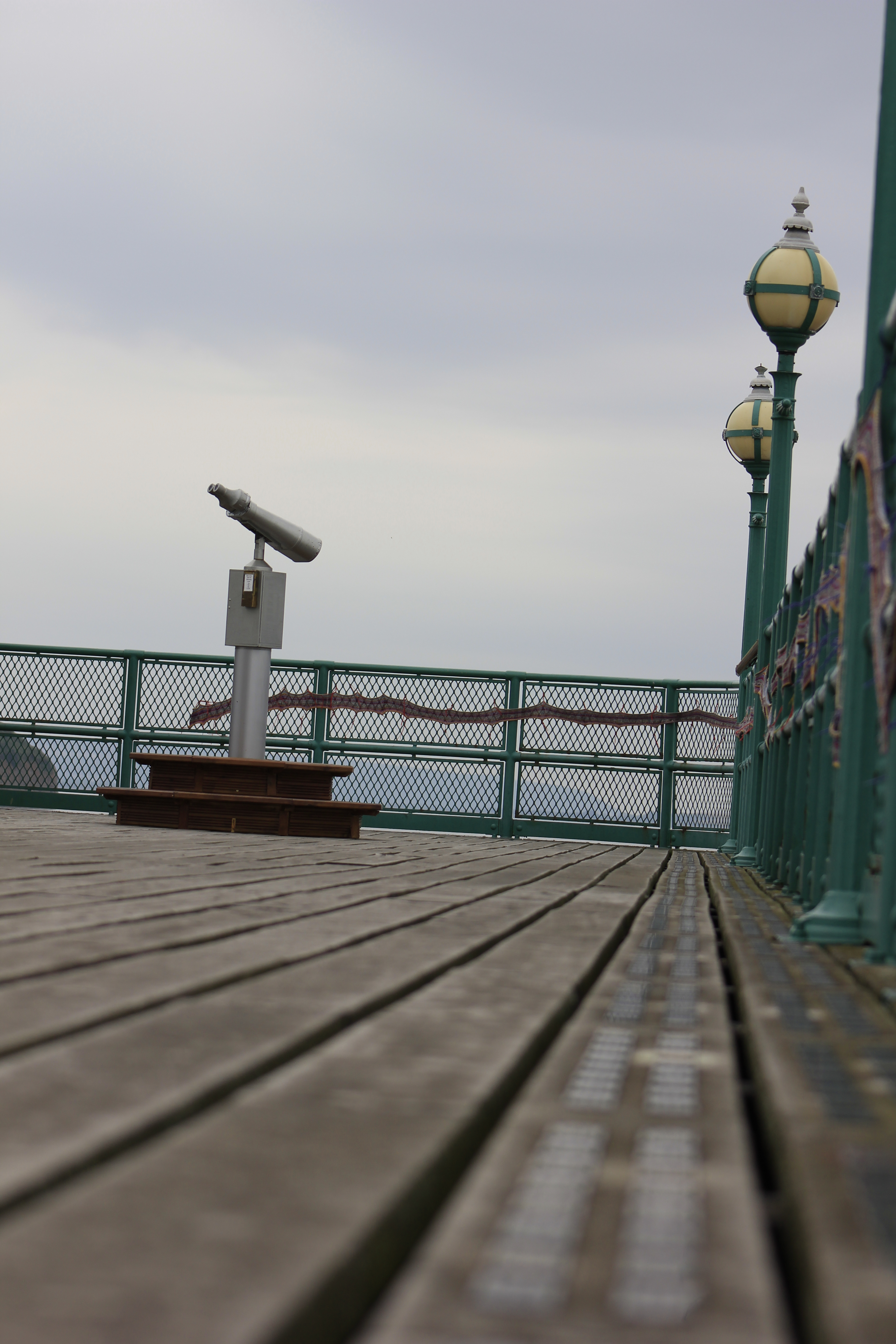
Névtáblák a deszkapadozaton
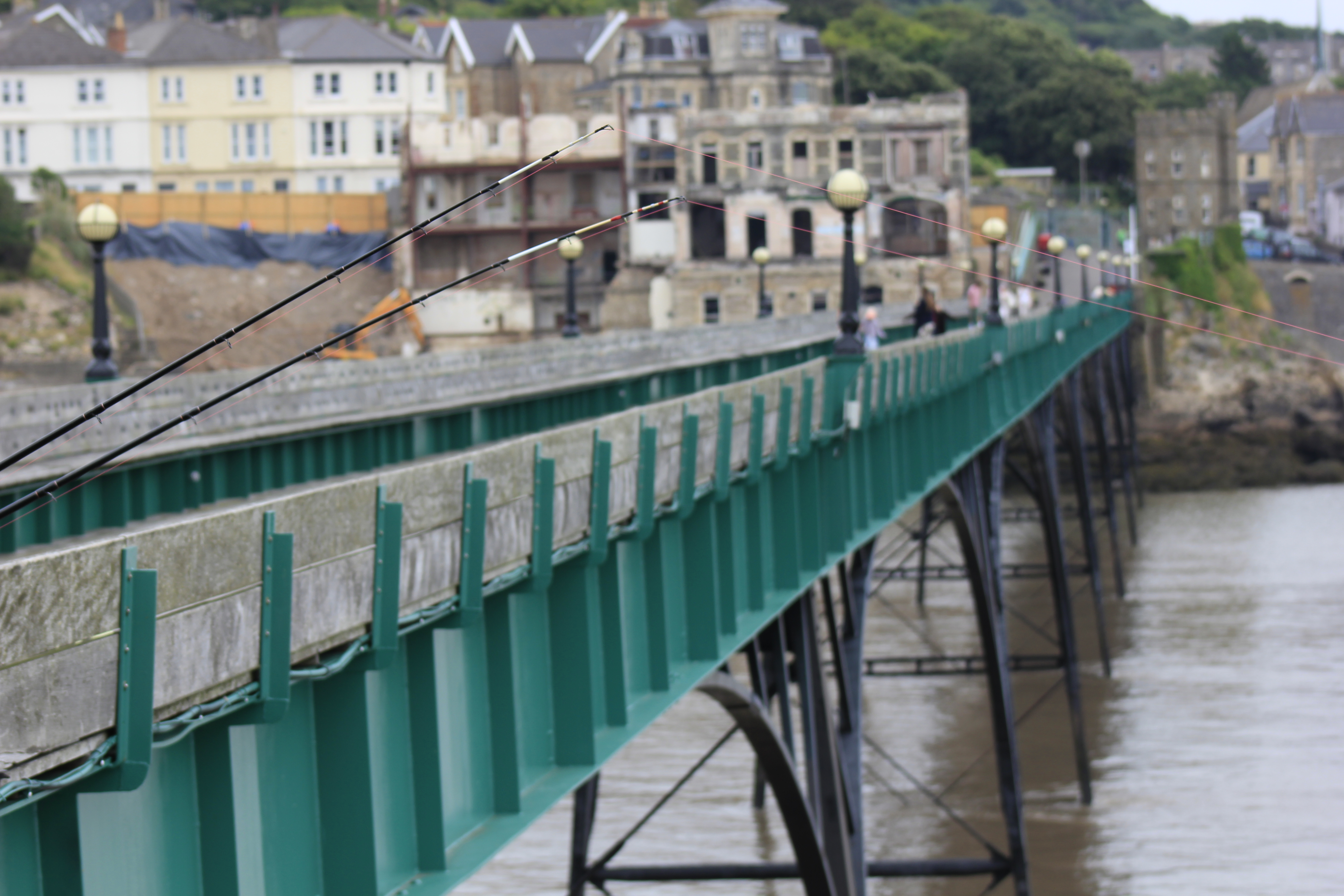
A tartószerkezet a móló vége felől nézve
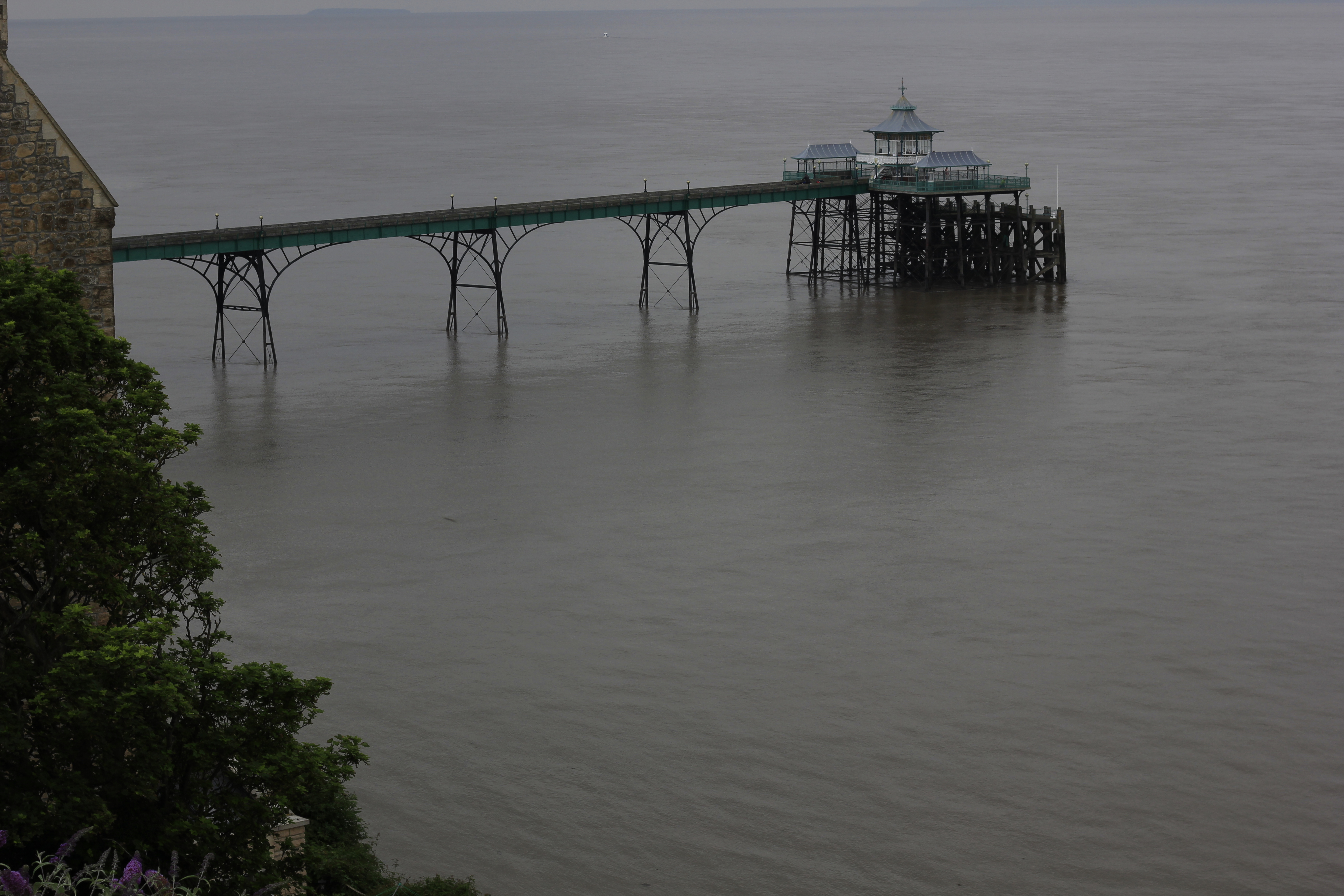
A móló dagály idején
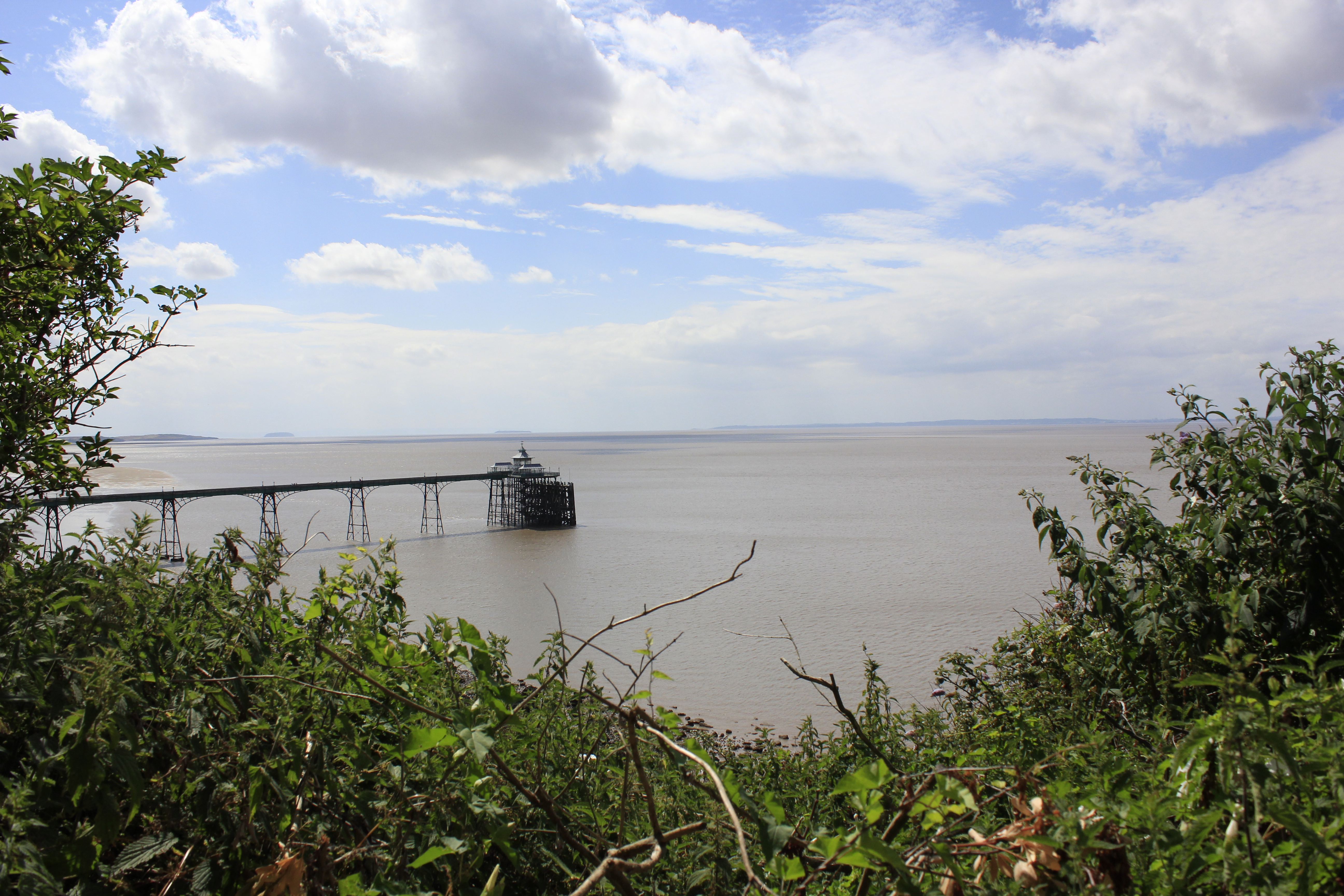
A móló a Coast Road felől
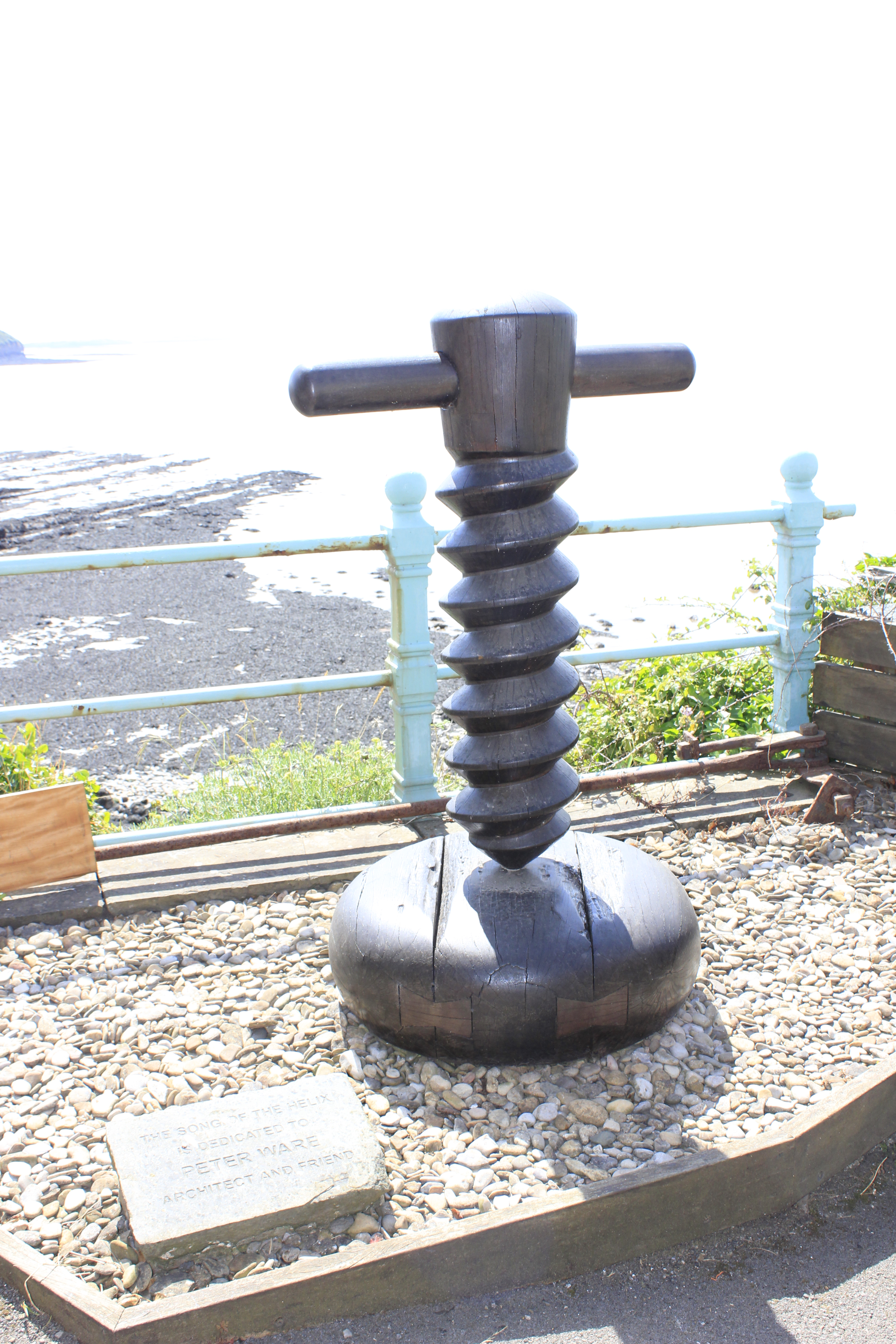
Szobor a mólón
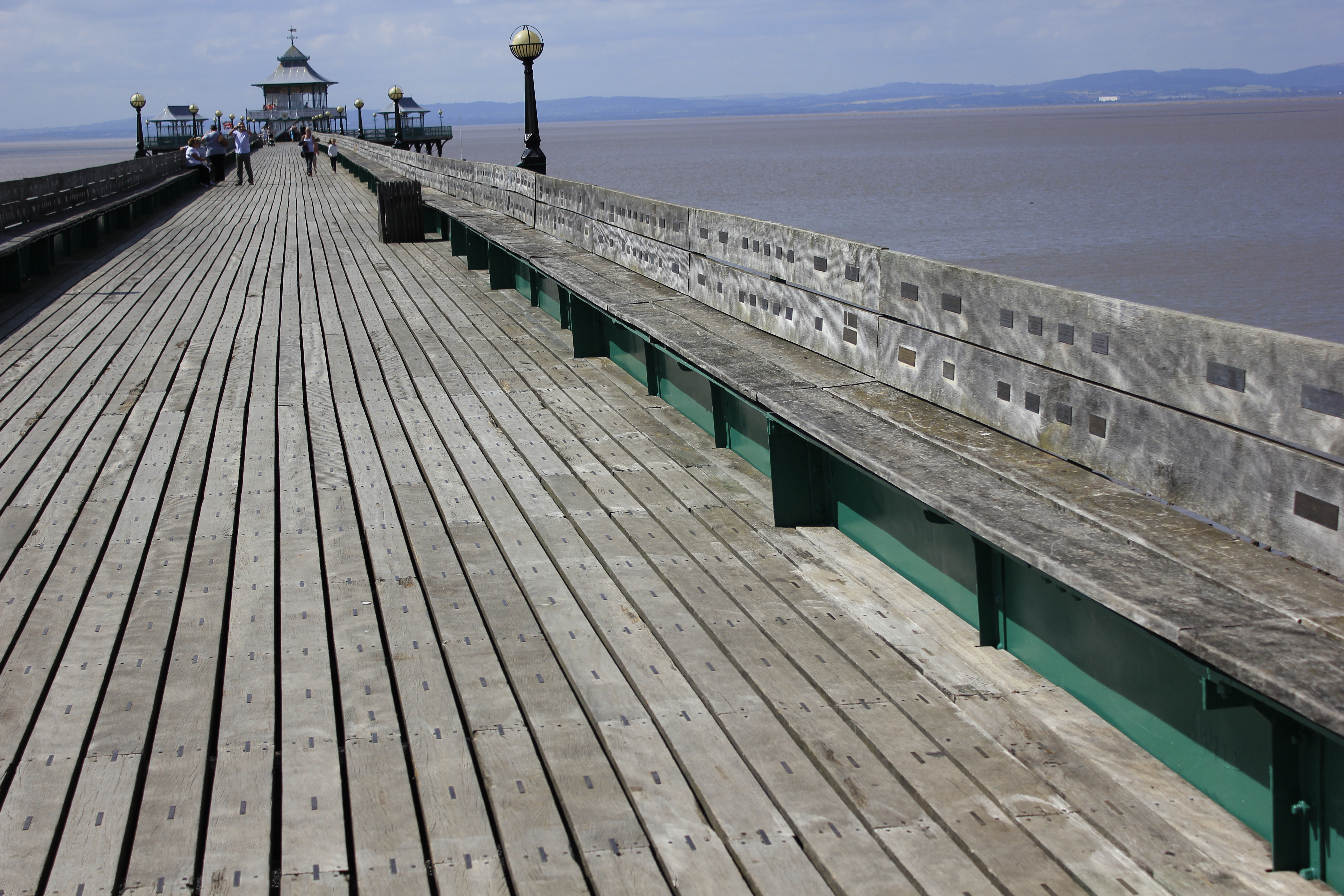
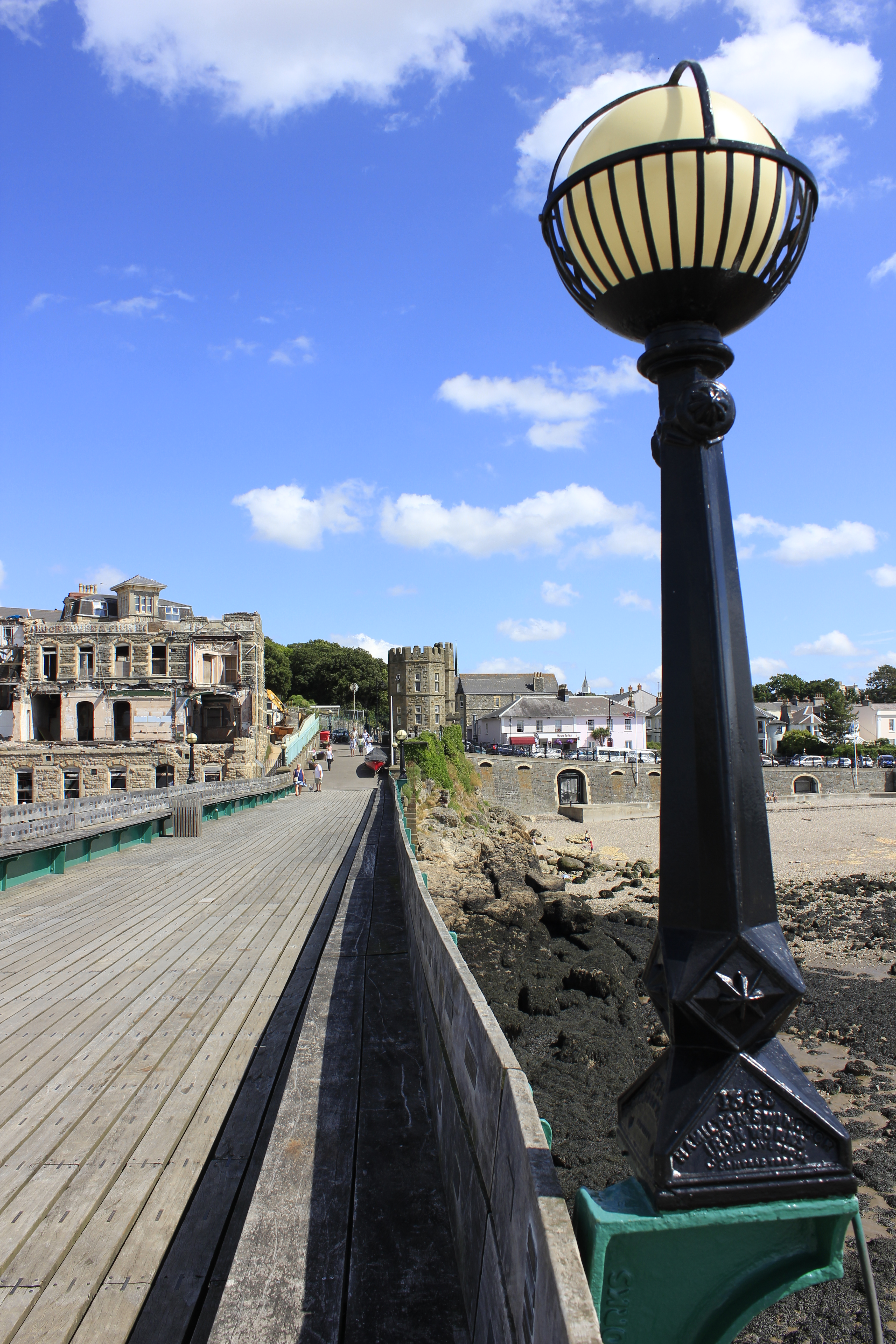
Eredeti kovácsoltvas lámpa
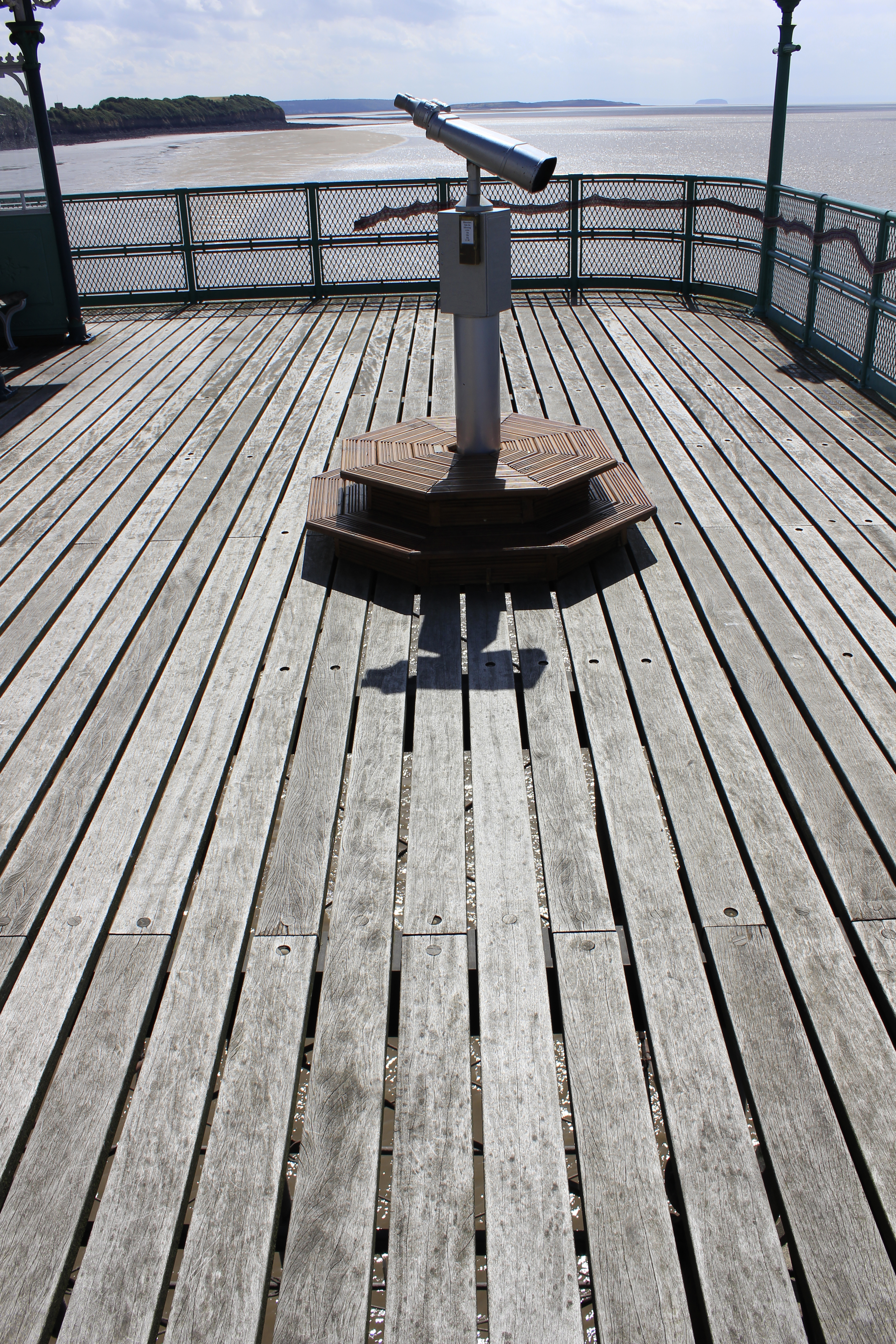
Fizetős távcső a kilátórészen
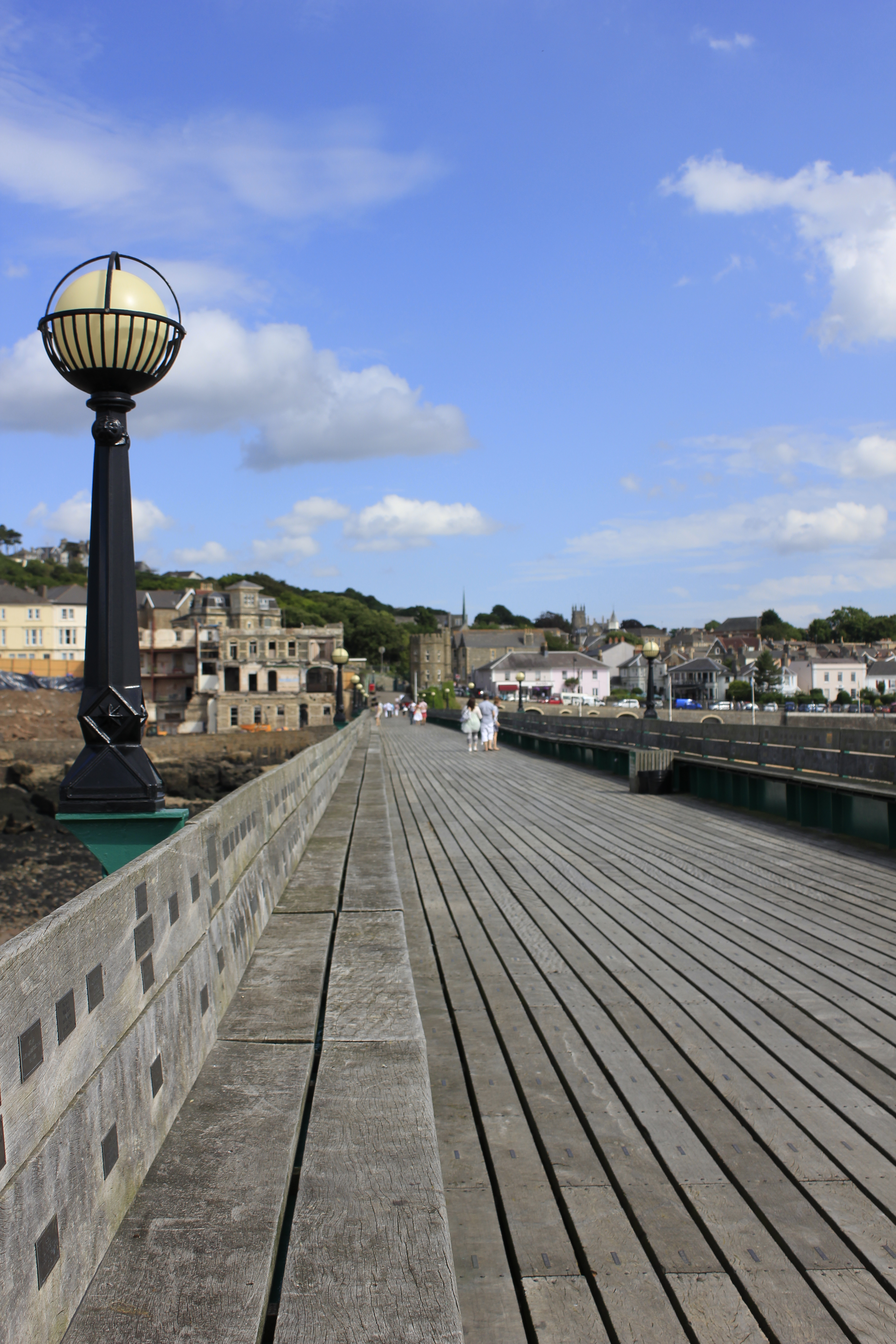
A Royal Hotel és az óváros a móló vége felől
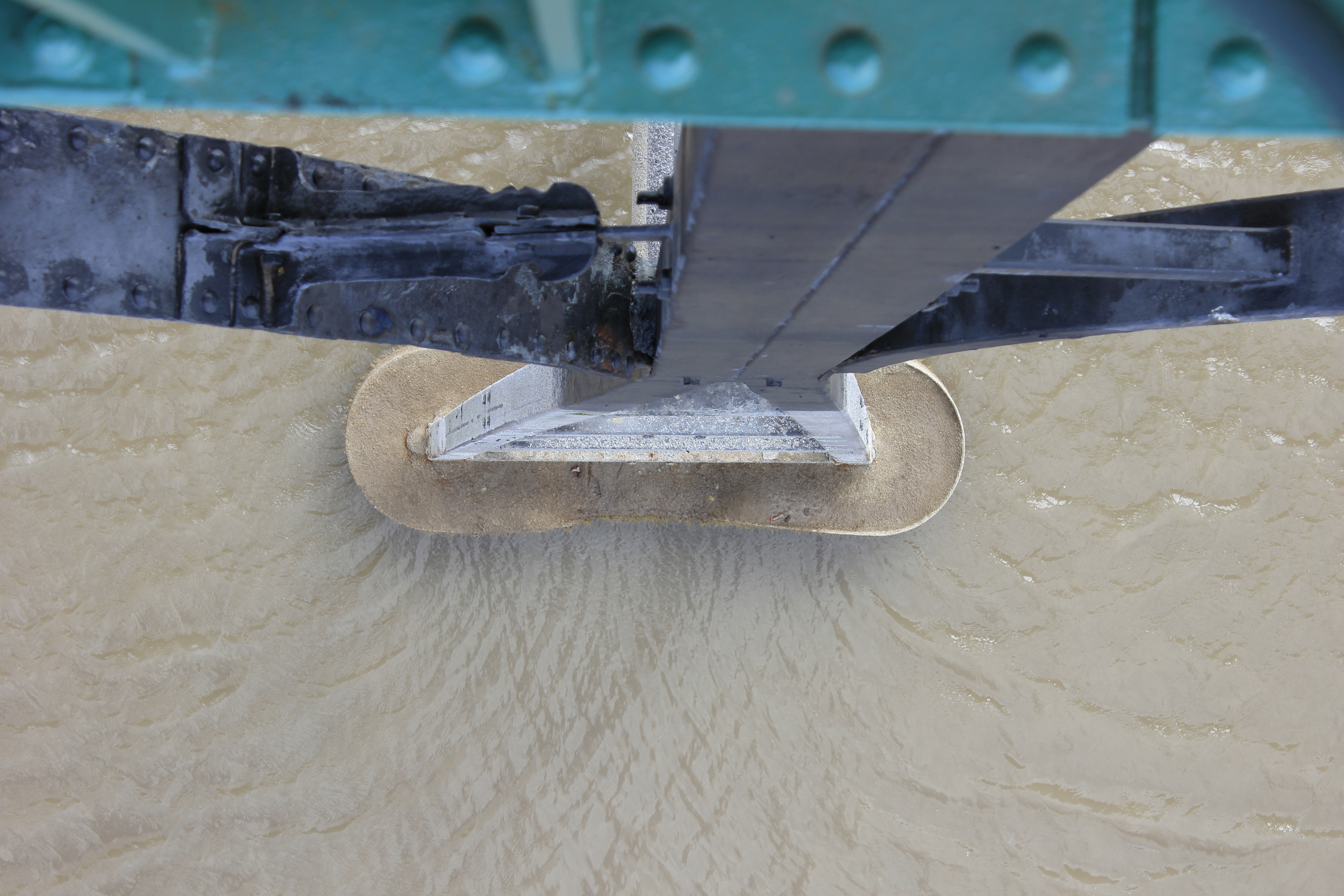
A móló egyik lába apály idején
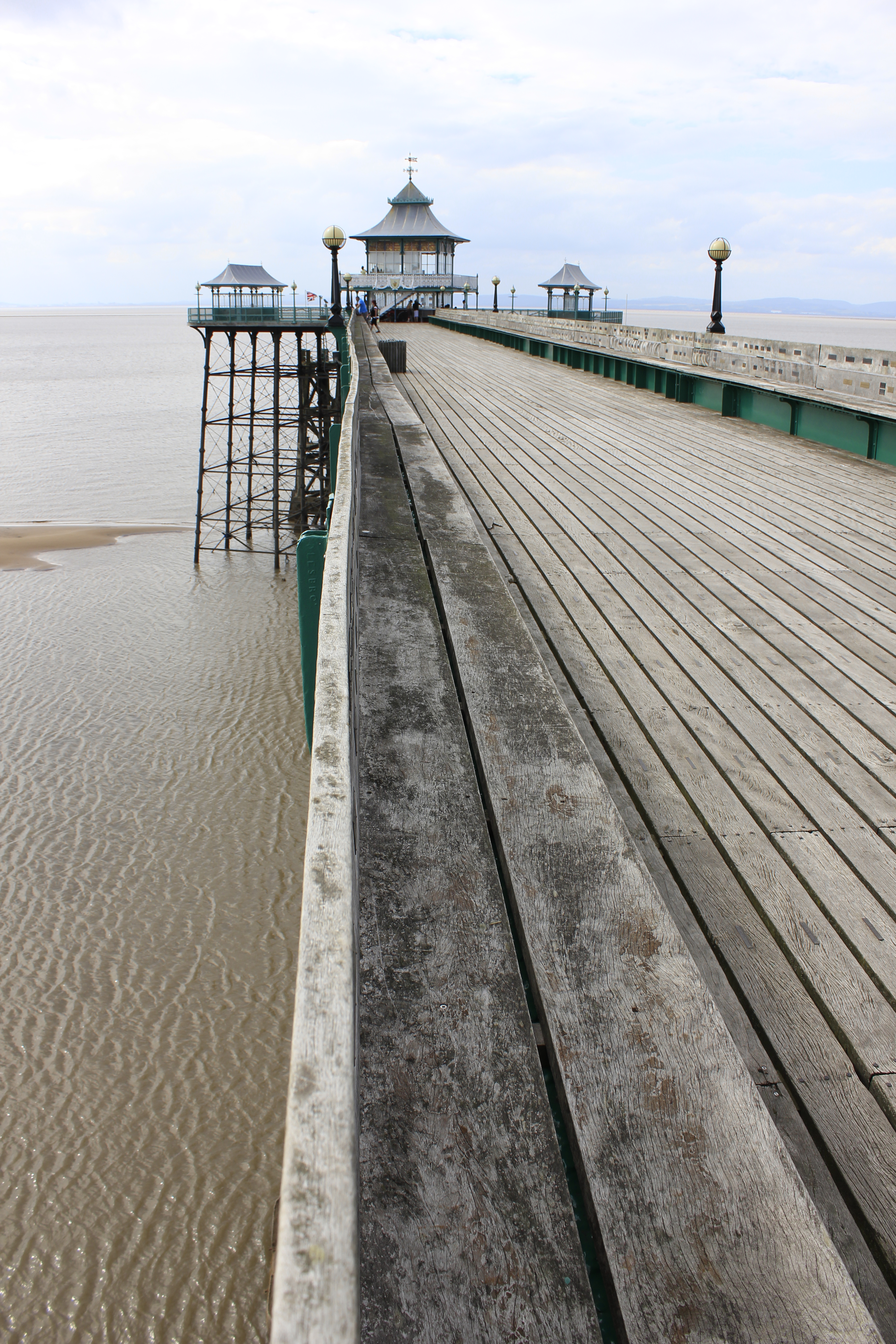
A móló dél felől apály idején

## Külső hivatkozások
- A Clevedon Pier weboldala

## Fordítás
Ez a szócikk részben vagy egészben  a   Clevedon Pier című angol Wikipédia-szócikk fordításán alapul.  Az eredeti cikk szerkesztőit annak laptörténete sorolja fel. Ez a jelzés csupán a megfogalmazás eredetét és a szerzői jogokat jelzi, nem szolgál a cikkben szereplő információk forrásmegjelöléseként.